# Ґретль Браун
Марґарет Берта «Ґретль» Браун (нім. Margarete Berta Braun, у шлюбі Фегеляйн, пізніше Берлінгхофф; 31 серпня 1915, Мюнхен — 10 жовтня 1987, Штайнгаден) — молодша сестра Єви Браун. Входила в близьке оточення Адольфа Гітлера. Дружина групенфюрера СС Германа Фегеляйна, офіцера зв'язку СС в Ставці Гітлера.

## Біографія
Ґретль була молодшою з трьох дочок шкільного вчителя Фрідріха «Фріца» Брауна та швачки Франциски «Фанні» Кронбергер. Після того, як у 16 років вона покинула середню школу в Медінгені, почала працювати клерком у фотокомпанії Генріха Гофмана, офіційного фотографа нацистської партії, де вже працювала її сестра Єва. У серпні 1935 року Гітлер надав сестрам трикімнатну квартиру в Мюнхені, а наступного року — віллу в Богенхаузені. У 1943 році Ґретль відвідувала Баварську державну школу фотографії.

### У Берггофі
Ґретль багато часу проводила з сестрою у резиденції Гітлера Берггоф у баварських Альпах, де своєю поведінкою «оживила» обстановку, постійно розважаючись, фліртуючи та палячи цигарки. За словами секретарки Гітлера Траудль Юнге, той безуспішно намагався відмовити Ґретль від паління. Ґретль мала зв'язки з ад'ютантом Гітлера Фріцом Даргесом, допоки він не був відправлений на Східний фронт у 1944 році.

### Шлюб
3 червня 1944 року вступила в шлюб з офіцером зв'язку у штабі Гітлера, групенфюрером СС Германом Фегеляйном. Весілля відбулось у палаці Мірабель в Зальцбурзі, свідками були Гітлер, Гіммлер, Мартін Борман.

### Кінець Рейху
За три дні після весілля відбулася висадка союзників у Нормандії. 14 липня 1944 Гітлер назавжди покинув Берггоф. 19 січня 1945 Ґретль та її сестра Єва прибули до Рейхсканцелярії у Берліні, та вже 9 лютого обидві відбули до Берхтесгадена. Ґретль була вагітною, коли її чоловіка 28 квітня 1945 року було заарештовано у Берліні та пізніше розстріляно за те, що він самовільно покинув бункер Фюрера. 5 травня 1945 року в Оберсальцбергу Ґретль народила доньку, котру назвала Єва Барбара у пам'ять про сестру, що здійснила самогубство разом з Гітлером 30 квітня 1945. Єва Барабара вчинила самогубство у 1971 році, після того, як її молодий чоловік загинув у автокатастрофі.

### Другий шлюб
6 лютого 1954 у Мюнхені одружилася з Куртом Берлінгофом.
Померла 10 жовтня 1987 року у Штайнгадені у віці 72 років.

## Галерея

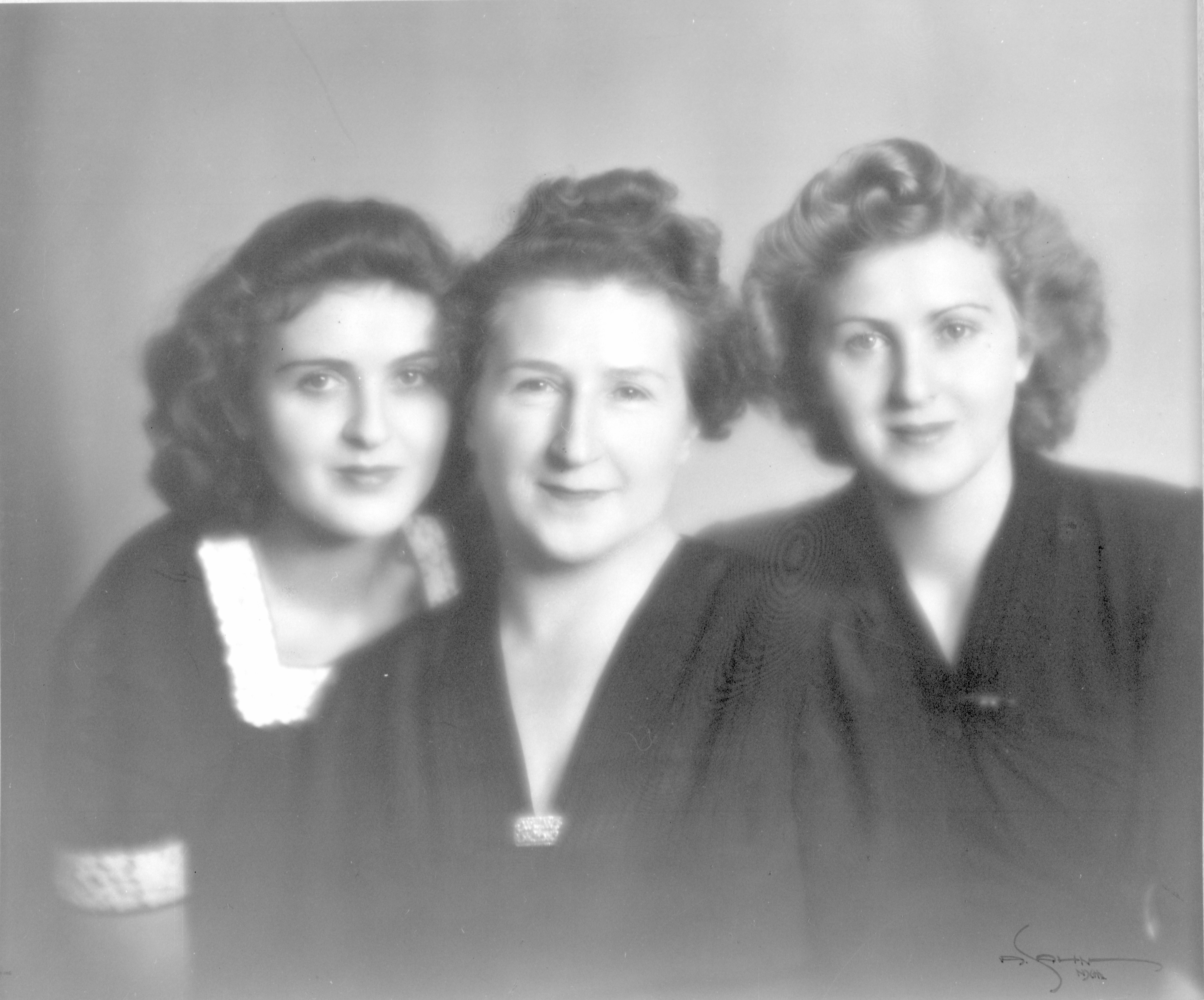
Ґретль (ліворуч) та Єва (праворуч) з матір'ю Францискою (по центру), кінець 1930-х.
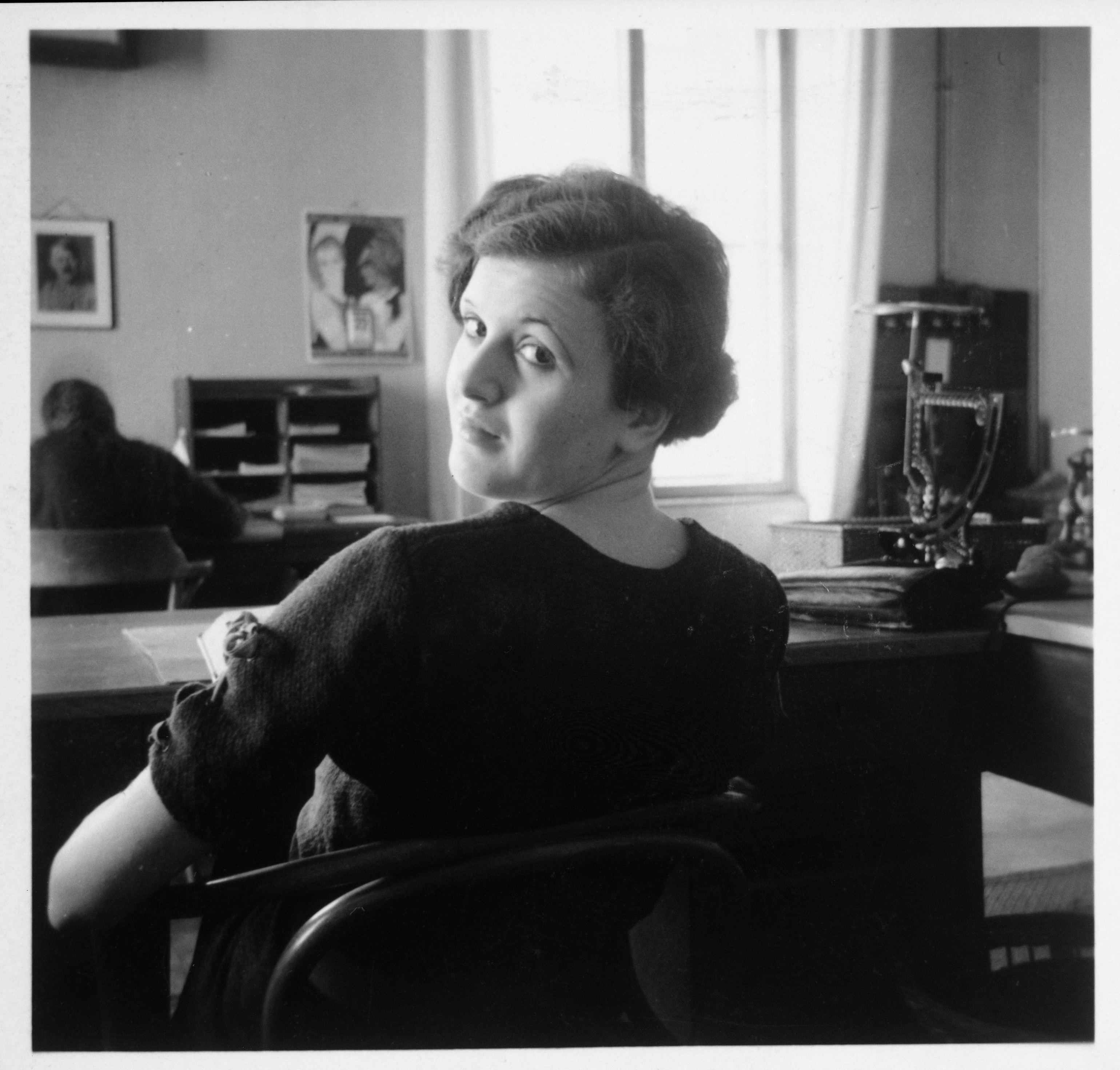
Ґретль Браун в студії Генріха Гофмана, кінець 1930-х
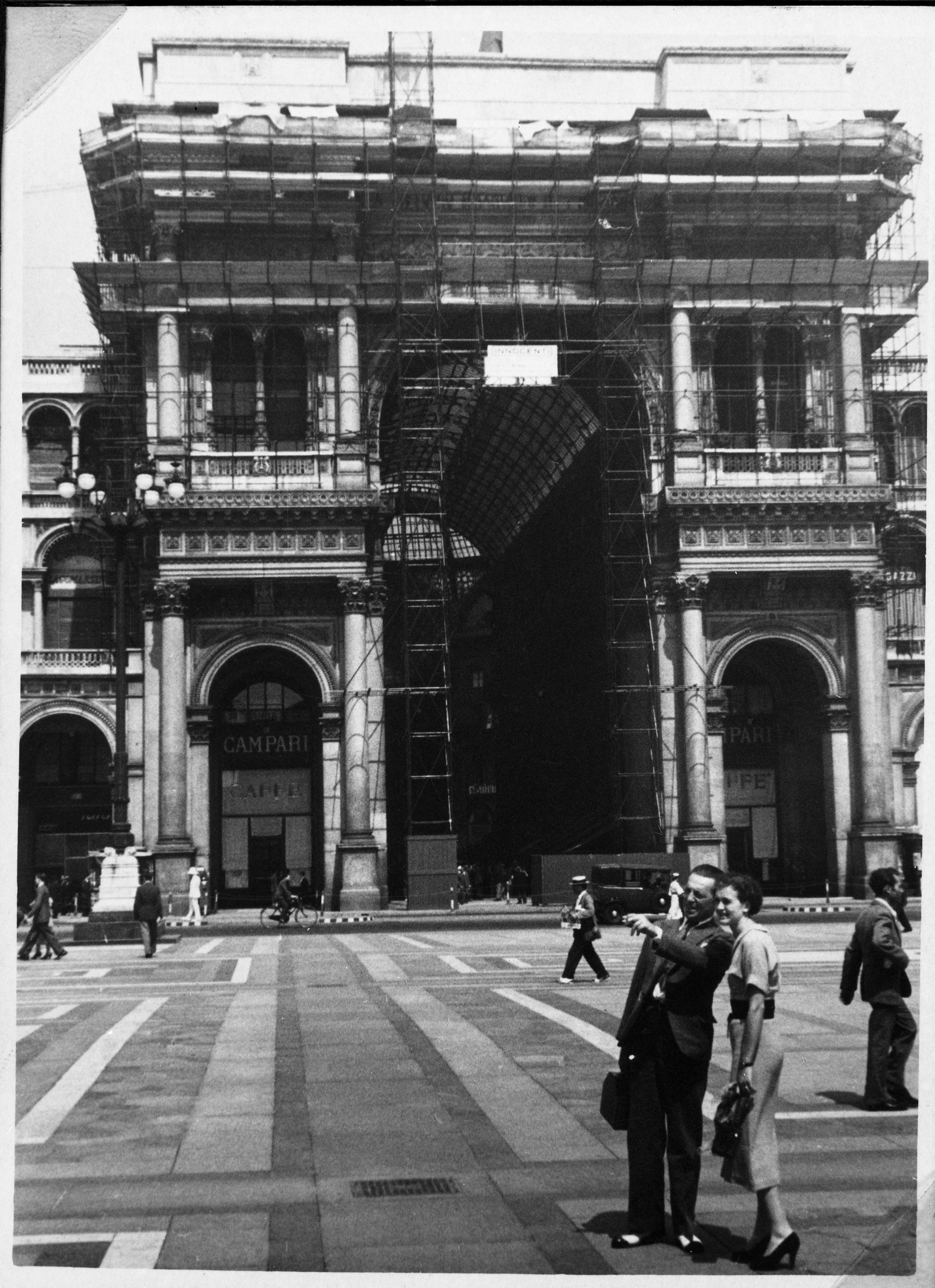
Ґретль Браун під час сімейної поїздки до Італії, 1941 рік